# Bérus

Bérus este o comună în departamentul Sarthe, Franța. În 2009 avea o populație de 435 de locuitori.